# Beleg van Ruad
Het Beleg van Ruad vond plaats in het jaar 1302 in de nasleep van de kruistochten in het Midden-Oosten. Arwad/Ruad was de laatste christelijke vesting aan de Syrische kust en werd in het jaar 1302 door een leger van mammelukken aangevallen. Het eiland werd verdedigd door de Tempeliers onder leiding van Barthélemy de Quincy.

## Aanloop
In de voorgaande 200 jaar werden de kruisvaardersstaten langzamerhand steeds kleiner door de vele oorlogen met de moslims. Na de val van Jeruzalem werd Akko de hoofdstad, maar amper een eeuw later werd ook deze stad door de moslims veroverd. Het hoofdkwartier werd snel verplaatst naar het noordelijk gelegen Tartous, maar ook deze stad viel al snel. De kruisvaarders trokken zich langzamerhand terug op het eiland Cyprus.
In 1300 nam Hendrik II van Cyprus het plan op zich om Tartous terug te veroveren tezamen met de drie grote ridderorden (Tempeliers, Hospitaliers en de Duitse Orde). Arwad dat op enkele kilometers van Tartous lag, was nog steeds in christelijke handen en vanaf hier zouden veel troepen getransporteerd worden naar het vasteland. Hier zouden ze de hulp krijgen van de Mongoolse vorst Ghazan. Doordat de komst van de Mongolen op zich liet wachten, ging de geplande invasie niet door.

## Beleg
De Tempeliers hadden Arwad verkregen als hun eigen vesting, het bezit hiervan was bevestigd door paus Bonifatius VIII. Over het garnizoen in de plaats had Barthélemy de Quincy, maarschalk van de tempeliers, het gezag. In 1302 zonden de mammelukken zestien schepen met bemanning naar Tripoli en niet lang daarna begon de belegering van het eiland. Tijdens de gevechten om de plaats stierf De Quincy. De overige ridders werden uitgemoord en de plaatselijke christelijke bevolking werd gevangengenomen en als slaven afgevoerd naar Caïro.

## Nasleep
Arwad was het laatste christelijke bolwerk in het Heilige Land en door het veroveren van de eilandvesting werden de laatste aspiraties voor het veroveren van grondgebied op het vasteland de bodem ingeslagen. Er werd nog één enkele poging ondernomen om de stad Damur te veroveren, maar het christelijke leger werd hard verslagen.